# 經濟快訊
《經濟快訊》（英語：／），是香港亞洲電視新聞及公共事務部製作的財經新聞報導，由亞洲電視本港台、亞洲台、國際台播出，主要報道世界和香港的股票市場的消息。

### 節目歷史
1981年1月12日起，節目名稱為《經濟行情》，當時是星期一至五21:20播出。
1989年2月13日起，改名為《經濟快訊》。
2008年9月29日起，《經濟快訊》節目改用16:9技術製作。
2016年1月1日起，《經濟快訊》更換片頭設計及片頭音樂。
2016年2月1日起，因亞洲電視拖欠部分員工12月份薪金的1個月期限屆滿，預料會有員工相繼離職，新聞部決定即日起取消播出《十二點半新聞》，隨後播出的中午《經濟快訊》亦取消。
2016年2月5日，傍晚《經濟快訊》播映最後一集。

## 粵語版本

### 晨早經濟快訊
由於亞視主要投資人王征及股東黃炳均、蔡衍明等人現階段均不再向亞視注資，導致亞視出現財政緊絀，進而引起亞視拖欠員工十一月薪金逾一個月，亞視新聞部最終決定由2015年1月1日起取消播映《亞洲早晨》，而《晨早經濟快訊》亦隨之取消。其後2015年8月1日起隨著《亞洲早晨》復播而恢復播出。
| 節目              | 播放時間    | 播放日期                          | 頻道   |
| ----------------- | ----------- | --------------------------------- | ------ |
| 晨早經濟快訊 （） | 07:15-07:20 | 星期一至五 （亞洲早晨時段內播出） | 本港台 |
| 晨早經濟快訊 （） | 07:45-07:50 | 星期一至五 （亞洲早晨時段內播出） | 本港台 |
| 晨早經濟快訊 （） | 08:20-08:25 | 星期一至五 （亞洲早晨時段內播出） | 本港台 |

2016年1月1日起，《晨早經濟快訊》更換片頭設計及片頭音樂。
2016年2月1日起，因亞洲電視拖欠部分員工12月份薪金的1個月期限屆滿，預料會有員工相繼離職，新聞部決定即日起取消播出《亞洲早晨》，而《晨早經濟快訊》亦隨之取消。

### 經濟快訊
由於亞視主要投資人王征及股東黃炳均、蔡衍明等人現階段均不再向亞視注資，導致亞視出現財政緊絀，進而引起亞視拖欠員工十一月薪金逾一個月，亞視新聞部最終決定由2015年1月1日起取消播映《亞洲早晨》，而《晨早經濟快訊》亦隨之取消；2015年5月18日起亦取消《十二點半新聞》，隨後播出的中午《經濟快訊》亦取消，但已於8月3日起恢復播放。現時安排《經濟快訊》逢星期一至五於中午及傍晚播出：
| 節目          | 播放時間    | 播放日期                        | 頻道           |
| ------------- | ----------- | ------------------------------- | -------------- |
| 經濟快訊 （） | 12:50-12:55 | 星期一至五 （港股交易日）       | 本港台         |
| 經濟快訊 （） | 18:45-18:50 | 星期一至五 （港股或美股交易日） | 本港台、亞洲台 |

## 亞洲高清台版本及其歷史
亞洲高清台曾於2009年4月1日起逢星期一至五晚21:00-21:30播出《經濟快訊》，是直播財經節目，同類型節目為《金融快訊》，直至2009年10月5日起改為由《新聞830》所取代。

## 普通話版本
亞視新聞部由2015年1月1日起取消播映《普通話新聞》，而《普通話經濟快訊》亦隨之取消。
| 節目                | 播放時間         | 播放日期                  | 頻道           |
| ------------------- | ---------------- | ------------------------- | -------------- |
| 普通話經濟快訊 （） | 17:50-17:55 播出 | 星期一至五 （港股交易日） | 國際台、亞洲台 |

2011年7月11日開始，亞洲台會於當日晚上大約10時20分重播。
2011年8月15日起改為當日晚上大約9時50分至9時55分重播（賽馬夜除外），及後再改為晚上大約8時50分至8時55分重播（賽馬夜除外）。

## 英文版本
亞視新聞部由2015年1月1日起取消星期一至五23:18播映的《夜間經濟快訊》，2015年5月18日起《財經匯報》由之前在《晚間新聞》前播出，改為併入《晚間新聞》播出：
| 節目          | 播放時間                                        | 頻道   |
| ------------- | ----------------------------------------------- | ------ |
| 財經匯報 （Financial Report） | 19:25-19:30 （《晚間新聞》（Main News）前）播出 | 國際台 |

## 主播

### 前任主播
- 財經主播（港股或美股交易日）：丘紫薇、林芷彤、陳金華、邱喜耀、陳啟樂、呂婉瑩、陳國文、莊斯慧、馬湘琪、吳若瑜、具格、余樂明、陳匡民、蔡敬姿、李穎琳、張浩然、唐穎欣、曾紫蕾、嚴劍豪、李嘉莉